# Весёлолопанское сельское поселение
Весёлолопанское сельское поселение — муниципальное образование Белгородского района Белгородской области России.
Административный центр - село Веселая Лопань.

## Географическое положение
Поселение находится на равном удалении от города Белгорода и государственной границы России и Украины, расстояние до которых составляет 18 км. Граничит с четырьмя сельскими поселениями Белгородского района: с Майским и Комсомольским на востоке, с Бесоновским на севере и западе и с Краснооктябрьским на юге.

## История
В XIX — начале XX века территория современного Веселолопанского сельского поселения входила в состав Бессоновской волости.
На основании постановления ВЦИК от 27 апреля 1923 года была образована Веселолопанская волость из ранее существовавших Пушкарской, Бессоновской и Толоконовской волости.
С момента образования Белгородской области на месте современного Веселолопанского поселения существовал соответствующий сельский совет, входящий в состав Октябрьского района (позднее был присоединён к Белгородскому). Первоначально он назывался Долбинским сельским советом и центр его находился в селе Долбино. Также существенно отличался состав сельского совета. В него входили:
- село Долбино
- село Веселая Лопань
- посёлок Веселолопанский спиртзавод
- хутор Водяной
- хутор Угрим
- хутор Новая Деревня
- посёлок Первомайское отделение опытной с/х станции.

Впоследствии центр сельского совета был перенесён в Веселую Лопань и он был переименован в Веселолопанский. Посёлок Веселолопанский спиртзавод вошёл в состав Веселой Лопани. Новая Деревня и посёлок Первомайское отделение опытной с/х станции (будущий посёлок Майский) вышли из состава сельского совета.
С 1995 по начало 2005 года существовал Веселолопанский сельский округ, по своему составу соответствующий современному Веселолопанскому сельскому поселению.
Современные границы Веселолопанского сельского поселения установлены с принятием закона Белгородской области № 159 от 20 декабря 2004 года «Об установлении границ муниципальных образований и наделении их статусом городского, сельского поселения, городского округа, муниципального района».

## Население
| 2010  | 2011  | 2012  | 2013  | 2014  | 2015  | 2016  | 2017  | 2018  |
| ----- | ----- | ----- | ----- | ----- | ----- | ----- | ----- | ----- |
| 3277  | ↗3279 | ↘3237 | ↘3228 | ↗3260 | ↘3230 | ↘3225 | ↘3187 | ↘3167 |
| 2019  | 2020  | 2021  |       |       |       |       |       |       |
| ↘3144 | ↗3156 | ↗3593 |       |       |       |       |       |       |

## Состав сельского поселения
| № | Населённый пункт | Тип населённого пункта       | Население |
| - | ---------------- | ---------------------------- | --------- |
| 1 | Весёлая Лопань   | село, административный центр | ↘2696     |
| 2 | Водяной          | хутор                        | ↗17       |
| 3 | Долбино          | село                         | ↗516      |
| 4 | Угрим            | хутор                        | ↘48       |

## Транспорт
Территорию поселения с севера на юг пересекает железная дорога. Имеется железнодорожная остановка Долбино в селе Веселая Лопань (не путать с селом Долбино) и железнодорожная станция Головино в селе Долбино (не путать с селом Головино).